# Love All the Hurt Away
Albums de Aretha Franklin
Aretha
(1980) Jump to It
(1982)
Singles
1. Love All the Hurt Away
Sortie : 1981
2. Hold On, I'm Comin'
Sortie : 1981
3. It's My Turn
Sortie : 1981
4. Livin' in the Streets
Sortie : 1982

Love All the Hurt Away est le trentième album studio de la chanteuse américaine Aretha Franklin. Sorti en août 1981, il s'agit de son deuxième album sorti chez Arista Records.

## Titres
| 1. | Love All the Hurt Away (en duo avec George Benson) | Sam Dees (en)                               | 4:09 |
| 2. | Hold On, I'm Comin'                                | David Porter, Isaac Hayes                   | 5:14 |
| 3. | Living in the Streets                              | Rod Temperton                               | 3:53 |
| 4. | There's a Star for Everyone                        | Allee Willis, Don Yowell, David Lasley (en) | 4:26 |
| 5. | You Can't Always Get What You Want                 | Mick Jagger, Keith Richards                 | 5:18 |

| 6.  | It's My Turn      | Carole Bayer Sager, Michael Masser (en)         | 5:30 |
| 7.  | Truth and Honesty | Burt Bacharach, Carole Bayer Sager, Peter Allen | 4:15 |
| 8.  | Search On         | Chuck Jackson                                   | 4:47 |
| 9.  | Whole Lot of Me   | Aretha Franklin                                 | 3:23 |
| 10. | Kind of Man       | Aretha Franklin                                 | 4:19 |

## Musiciens
- Aretha Franklin : chant, piano
- Buzz Feiten (en), David Williams (en), Steve Lukather : guitare
- Abraham Laboriel, Louis Johnson, Marcus Miller : basse
- David Foster, Greg Phillinganes, Robbie Buchanan (es), David Paich : claviers
- Jeff Porcaro : batterie
- Paulinho da Costa, Steve Ferrone : percussions